# Tablar
Ein Tablar (vom Vulgärlateinischen tabularium ‚Brettergestell‘) ist in der Lagerlogistik ein flaches, genormtes Transporthilfsmittel zur Aufnahme des eigentlichen Fracht-, Lager- oder Transportgutes.
Tablare werden häufig in automatischen Kleinteilelagern eingesetzt. Anders als Transportpaletten, Container o. Ä. sind Tablare in der Regel an ein Lager gebunden und verlassen dieses nicht.
Im Schweizer Hochdeutsch bezeichnet Tablar ein Regalbrett.